# Radcliffe Camera
Radcliffe Camera (Latin: Camera betyder "rum"; i folkemunde: "Rad Cam" eller "The Camera") er en bygning på Oxford University, England. Den er designet af James Gibbs i nyklassicistisk stil, og den blev opført fra 1737 til 1749, for at kunne indeholde Radcliffe Science Library. Det ligger i de sydlige del af Old Bodleian, nord for St. Mary's Church, og mellem Brasenose College mod vest og All Souls College mod øst.
Biblioteket konstruktion og vedligehold bliver finasieret af boet efter John Radcliffe, en berømt læge, der efterlod £40.000 ved sin død i 1714. Ifølge kravene i hans testament begyndte opførslen i 1737, idet grunden først skulle købes i den mellemliggende periode. Ekstriøret stod færdig i 1747 og interiøret fulgte i 1748, og åbningen blev forsinket indtil 13. april 1749.
Ved indvielsen blev Francis Wise udnævnt som den først bibliotekar. Frem til 1810 indeholdt biblioteket litteratur om en lang række emner, men under George Williams blev samlingen mere ensrettet og fokuserede på naturvidenskab. Williams bragte biblioteket fra en forsømt tilstand up to date, selvom Radcliffe Library fortsat var bagud i forhold i Bodleian Library i 1850. På dette tidspunkt fremlagde Henry Wentworth Acland, den daværende bibliotekar, planer for at Radcliffe Library skulle slås sammen med universitets og bibliotekets samlinger af bøger, så de kunne blive flyttet til den nyligt færdiggjorte Radcliffe Science Library. Dette blev accepteret af bestyrelsen af både biblioteket og universitet. Det va rpå dette tidspunkt, at bygningen blev kendt som Radcliffe Camera, der kom til at fungere som læsesal for Bodleian.